# Luchoelmis aequalis
Luchoelmis aequalis là một loài bọ cánh cứng trong họ Elmidae. Loài này được Spangler & Staines miêu tả khoa học năm 2004.